# Zakariás Erzsébet
Zakariás Erzsébet (asszonyneve: Salat-Zakariás Erzsébet; Mikóújfalu, 1956. november 12. –) erdélyi magyar néprajzi szakíró, Salat-Zakariás Levente felesége.

## Életútja
Baróton érettségizett 1975-ben, majd géptervezői technikumot végzett Kolozsváron (1978), utána 1984-ben a Babeș–Bolyai Tudományegyetem bölcsészkarán magyar–orosz szakos diplomát szerzett. 1990-ben néprajzból doktorált, 1998-ban Waldorf tanári szakképesítést nyert a budapesti Bárczi Gusztáv Gyógypedagógiai Tanárképző Főiskolán, 2003-ban megszerezte az I. tanári fokozatot.
Testvérbátyjával együtt alapítója volt a Harmat együttesnek, amely 1973-ban a Siculus fesztiválon alkotói nagydíjat, előadói nagydíjat és népszerűségi díjat nyert. Az együttesről 1980-ig több televíziós és rádiófelvételt készítettek (Ifjúmunkás Matinék, Kaláka), koncertjeiket a Camerata Transilvanica, a Micron és a Metropol együttesekkel szervezték. Önálló kislemezük is készült. 1977-től Regösök zenekar néven részt vettek az erdélyi táncház-mozgalom elindításában (Kolozsvár, Csíkszereda, Sepsiszentgyörgy, Székelyudvarhely, Marosvásárhely, Temesvár). Nevéhez fűződik a kolozsvári Vasas táncház létrehozása. Erdély-szerte tanított táncot és éneket az induló táncházakban, valamint a Román Televízió Kaláka-műsoraiban.
Diplomája megszerzése után rövid ideig műszaki tervező volt a sepsiszentgyörgyi IAME gyárban (1978–79); majd tanár Egerpatakon (1984–85, 1986–89) és Barátoson (1985–86), fordító a sepsiszentgyörgyi IMASA gyárban (1989–90). 1990-től a Kolozsvári Állami Magyar Színház irodalmi titkára, könyvtárosa. 1993–2003 között a kolozsvári Waldorf iskolában, majd 2003–2007 között a János Zsigmond Unitárius Kollégiumban magyar nyelv- és irodalom szakos tanár. 2007-től a Román Akadémia kolozsvári Folklórarchívumának kutatója.
1990-ben a Kriza János Néprajzi Társaság (KJNT) létrehozásának ötletgazdája, az alapító közgyűlés megszervezője, statútumának megfogalmazója, a Társaságnak 1995-ig titkára. Szerkesztésében jelent meg a KJNT Értesítője, valamint 2. (Keszeg Vilmossal, Kolozsvár, 1994), 3. (uo. 1995) és 4. Évkönyve (Barabás Lászlóval és Pozsony Ferenccel, uo. 1996).
1994-ben létrehozta a Kolozsvári Állami Magyar Színház Dokumentációs Tárát, amely a Kolozsvári Színház 217 éves történetének különböző dokumentumait, muzeális tárgyait őrzi. Ezek rendszerezésén, nyilvántartásba vételén és digitalizálásán folyamatosan dolgozik.
Első írása az Ember és világ c. kötetben jelent meg (Századunk c. folyóirat, Bukarest, 1986). Önálló kötetében – Asszonyélet Erdővidéken (Marosvásárhely, 2000) – az erdővidéki nők életéről nyújt monografikus képet. A születéstől egészen az öregasszonykorig követi végig a nők életének alakulását: az egyes életkorokhoz kötődő viseletet, életmódot, viselkedési normákat, hétköznapi és ünnepi szokásokat, átmeneti rítusokat, a különböző leány- és asszonymunkákat, stb. Megvizsgálja a leányok és asszonyok helyét a családszervezetben, a nemek közötti munkamegosztásban, illetve a falusi társadalomban, nyomon követi fizikai és társadalmi terük fokozatos kitágulását, majd beszűkülését az életút során. Az adattárban megjelenő 479 interjúrészlet szintén az elemzés logikáját követi, az erdővidéki nők életpályája ezek mentén is rekonstruálható.

## Tanulmányai (válogatás)

### Kötetekben
- Asszonyélet Erdővidéken; Mentor, Marosvásárhely, 2000
- „Édesanyám kicsi korban megtanított…” Tanulmányok a hagyományos társadalomra jellemző asszonyi tudás kérdésköréből (Kolozsvár, 2006)
- Miesnapok képei – Imagini cotidiene – Everyday pictures. Moldvai csángó hétköznapok – Viaţa de zi cu zi a ceangăilor din Moldova – Daily life of the Moldavian Csángós, 1991–1993 (Kolozsvár, 2006)
- Vót, hol nem vót. Moldvai csángó népmesék; összeáll., szerk., előszó, szómagyarázat Zakariás Erzsébet; Koinónia, Kolozsvár, 2009
- Két évtized az ezredfordulón. A Kolozsvári Állami Magyar Színház bemutatói, 1990-2010; összeáll. Zakariás Erzsébet; Kolozsvári Állami Magyar Színház, Cluj-Napoca, 2010
- Colecţia etnomuzicologică a lui János Jagamas în Institutul "Arhiva de Folclor a Academiei Române" / Jagamas János népzenei gyűjteménye a Román Akadémia Folklór Archívumában / The ethnomusicological collection of János Jagamas at the Folklore Archive of the Romanian Academy; szerk. Pávai István, Zakariás Erzsébet; Institutul "Arhiva de Folclor a Academiei Române"–MTA Bölcsészettudományi Kutatóközpont Zenetudományi Intézet–Hagyományok Háza, Cluj-Napoca–Bp., 2014
- Janovics. Creatorul Hollywood-ului transilvan. Az erdélyi Hollywood megteremtője. The creator of the Transylvanian Hollywood; Tracus Arte, Bucureşti, 2014
- Janovics Jenő, 1872–1945; szerk. Zakariás Erzsébet; Kolozsvári Operabarátok Köre, Kolozsvár, 2015
- Képek könyve. Táj- és kultúrtörténet képekben; Hagyományok Háza–Exit–Kincses Kolozsvár Egyesület, Bp.–Cluj-Napoca, 2019
- Asszonyélet Erdővidéken; 2. jav. kiad.; Tortoma–Háromszék Vármegye, Barót–Sepsiszentgyörgy, 2020

### Gyűjteményes kötetekben, folyóiratokban
- Közelítések a hiedelem fogalmának körvonalazásához (in: Ember és világ. Bukarest, 1986)
- Az erdővidéki terhes asszony tabui a múltban (in: Korunk Évkönyv 1986–87)
- Divatjamúlt udvarlási szokások Erdővidéken (in: A Hét Évkönyve, Bukarest, 1989)
- Boszorkányok Erdőfülében (in: KJNT Évkönyve 1. Kv., 1992)
- Népélet és szexualitás (Korunk, 1993/2)
- Mit ér az ember, ha néprajzos? (Korunk, 1993/8)
- A közvélemény mint hatalom (Korunk, 1993/10)
- A születés körüli néphagyományok Erdővidéken (in: Népismereti Dolgozatok, 1994)
- Útmenti keresztek Baróton (in: KJNT Évkönyve 2. Kolozsvár, 1994)
- Asszonymunkák Erdőfülében (in: Néprajzi tanulmányok Ikvai Nándor emlékére. II. Különnyomat. Szentendre, 1995)
- Vallásosság az emberélet fordulóihoz fűződő szokásokban Erdőfülében (in: Népi vallásosság a Kárpát-medencében. Debrecen–Veszprém, 1997)
- Vázlat a moldvai csángók táplálkozáskultúrájáról (in: A táplálkozáskultúra változásai a 18–20. században. Kalocsa, 1997)
- Asszonyok Erdővidék változó társadalmában (Látó, 1997/1)
- A női testnedvek a hagyományos magyar népi hiedelemvilágban, különös tekintettel Erdővidékre (Korunk, 2007/8)